# Русская махайра
Русская махайра (лат. Makhaira rossica) — вид вымерших морских рептилий из группы Thalassophonea семейства плиозаврид, единственный в роде Makhaira. Ископаемые остатки найдены в отложениях нижнемелового отдела (датированых 136,4—130,0 млн лет назад) на территории России. Родовое название образовано от др.-греч. μαχαιρα´ — махайра, изогнутый меч; видовое имя означает «русская» на латыни.

## Описание

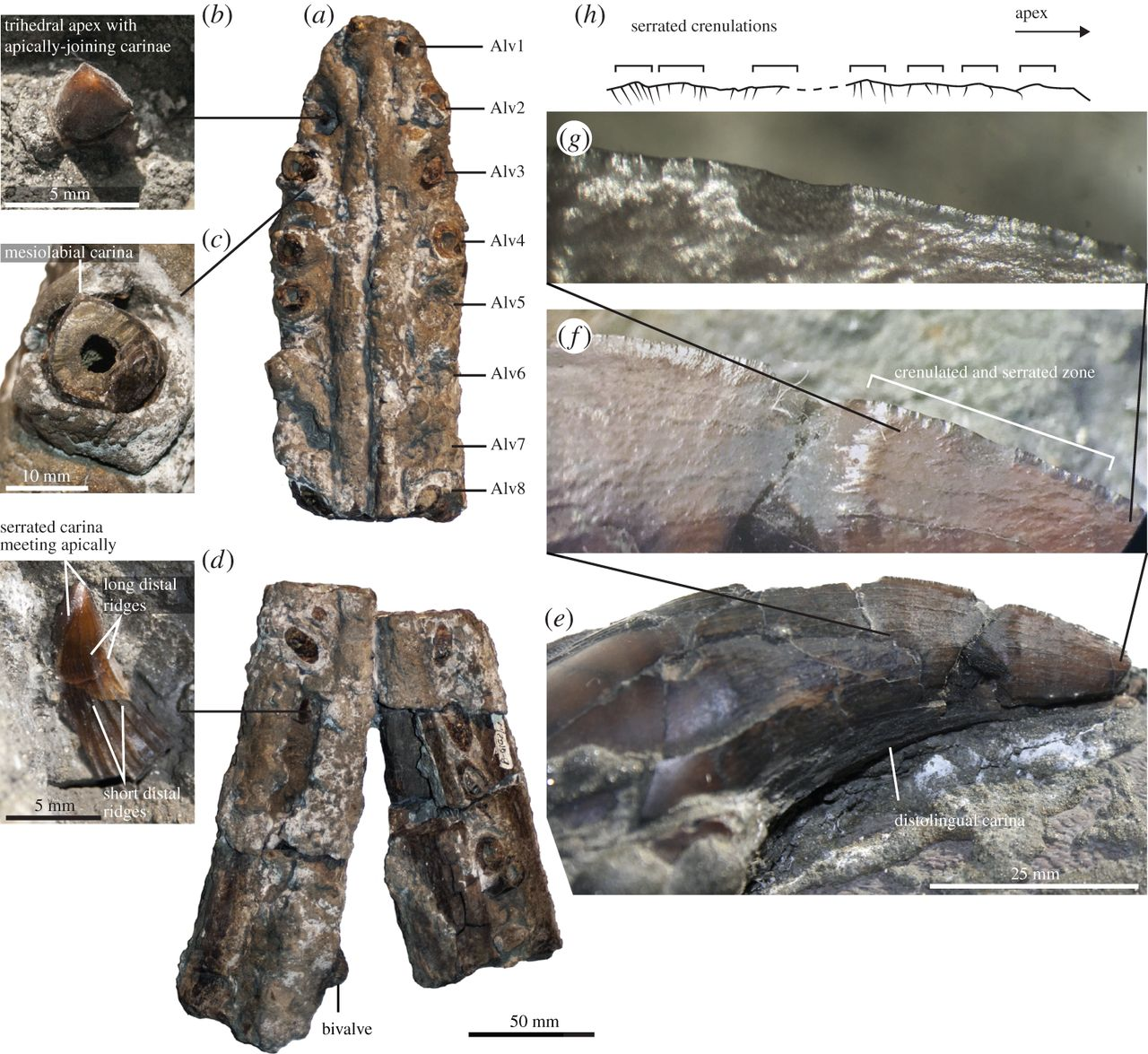
Зубы и челюсть русской махайры

Несмотря на то, что остатки этого животного фрагментарны, их достаточно, чтобы отличить его от других плезиозавров. Русская махайра достигала около 5 метров в длину и, как и прочие её родственники, имела короткое обтекаемое тело с четырьмя большими плавниками. Череп был удлинён, особенно в ростральной области, с несколькими острыми зубами. Характеристики этих зубов уникальны: они треугольные в поперечном разрезе и несут выступы или канавки с зубцами на краях, которые имеют высоту, большую, чем ширина. Зубцы по всей длине выступов различаются по длине и обрисовывают своего рода волнистость по краю зуба. Первый зуб выступал из премаксиллы, в то время как симфиз (передняя часть челюсти, в которой сливаются обе её ветви) был очень длинным и содержал более 10 зубов на каждой стороне. Морда животного была длинной и прямой, лишённой какого-либо поперечного расширения.

## Систематика

В сравнении с человеком

Русская махайра была описана в 2015 году на основе ископаемых остатков, обнаруженных на побережье реки Волги в Ульяновской области (Россия). Эта рептилия была представителем плиозаврид — группы плезиозавров, которые характеризуются короткой шеей и большой головой. В отличие от большинства других меловых плиозаврид, русская махайра была не крупным животным; возможно, она была близка к кладе Brachaucheniinae, которая включает такие роды, как Brachauchenius и Megacephalosaurus, которые жили несколькими миллионами лет позже и достигали более крупных размеров.

## Палеобиология
Вероятно, русская махайра была хищником, атаковавшим относительно крупных животных, на что указывают слегка изогнутые зубы. Специфические зубы животного говорят о том, что оно питалось различными видами добычи, в сравнении с другими плиозавридами. Характеристики зубов русской махайры также очень схожи с характеристиками зубов крокодиломорфов из семейства Metriorhynchidae, что поднимает вопрос, присутствовали ли они ещё в меловой эпохе, о чём свидетельствует находка изолированного зуба из апта Сицилии (Италия).